# Augusto César Belluscio
 Augusto César Belluscio  (Buenos Aires, Argentina, 10 de junio de 1930) es un jurista civilista especialista en Derecho de familia que fue Ministro de la Corte Suprema de Justicia de Argentina.

## Estudios iniciales
Estudió abogacía en la Facultad de Derecho y Ciencias Sociales de la Universidad de Buenos Aires donde se graduó de abogado el 16 de junio de 1955 y obtuvo su doctorado en derecho y ciencias sociales, el 4 de octubre de 1960.

## Cargos judiciales
Su primer cargo en la administración de justicia fue el de Secretario de Juzgado Nacional en lo Civil entre los años 1957 y 1965. En este último año fue nombrado Juez nacional en lo civil y comercial federal y en 1974 pasó a desempeñarse como Juez de la Cámara Nacional de Apelaciones en lo Civil hasta 1978.
Un decreto del presidente Raúl Ricardo Alfonsín lo nombró como juez de la Corte Suprema de Justicia de la Nación en 1983 al producirse el retorno a la democracia y el 21 de diciembre de 1983, el Senado prestó le acuerdo por unanimidad. Renunció al 1 de septiembre de 2005 manifestando que lo hacía por estar próximo a cumplir 75 años. Aclaró que consideraba que había incompatibilidad ética que le impedía permanecer en el cargo más allá de la edad tope establecida en la Constitución Nacional ya que había firmado como miembro de la Corte Suprema la sentencia del 19 de agosto de 1999 en la causa "Fayt, Carlos Santiago c/Estado Nacional s/ proceso de conocimiento" (Fallos: 322:1616) en que se declaró la nulidad de la cláusula que establecía la caducidad de la designación de los jueces nacionales al llegar a los 75 años y podría interpretarse que se aprovechaba de la sentencia por él mismo dictada.
Compartió el Tribunal con los jueces designados por  Alfonsín, Jorge Antonio Bacqué, José Severo Caballero, Carlos Santiago Fayt y Enrique Petracchi y Genaro Carrió, con jueces elegidos por Carlos Saúl Menem, Eduardo Moliné O'Connor, Julio Nazareno, Rodolfo Barra, Mariano Cavagna Martínez, Ricardo Levene (hijo), Julio Oyhanarte, Antonio Boggiano, Guillermo López, Gustavo Bossert y Adolfo Vázquez, y con jueces nombrados por Néstor Kirchner, Elena Highton de Nolasco, Ricardo Lorenzetti, Carmen María Argibay, Juan Carlos Maqueda y Eugenio Raúl Zaffaroni

## Actividad docente
En la Facultad de Derecho y Ciencias Sociales de la Universidad de Buenos Aires desempeñó diversos cargos en la materia Derecho Civil V: jefe de trabajos prácticos de Derecho Civil V de 1962 a 1965, profesor adjunto interino de Derecho Civil V a partir de 1965, profesor titular interino de 1968 a 1969, profesor asociado interino de 1969 a 1970, profesor asociado ordinario, por concurso, de 1970 a 1973, profesor titular interino de 1973 a 1976, profesor asociado ordinario, a cargo de cátedra, de 1976 a 1981, profesor titular interino de 1981 a 1983 y profesor titular regular, por concurso, de 1983 a 1986.
En 1978 fue profesor de Derecho Civil profundizado, en el curso de doctorado en derecho y ciencias sociales y posteriormente, profesor contratado en el curso para graduados de especialización en derecho de familia.

## Actividad académica
Pertenece a distintas asociaciones vinculadas al Derecho:
- Asociación Argentina de Derecho Comparado, en la que integró su Consejo Directivo.
- rama argentina de la International Law Association.
- Instituto de Derecho Civil y Comercial del Colegio de Abogados de Tucumán.
- Miembro Consultor del Consejo Argentino para las Relaciones Internacionales.
- Socio activo de la Sociedad Científica Argentina.

## Publicaciones
Además de muchos otros trabajos para publicaciones especializadas escribió los siguientes libros:
- Nociones de Derecho de Familia, 7 volúmenes, Editorial Bibliográfica Argentina, 1967/72.
- Manual de Derecho de Familia, 2 tomos. Editorial Depalma. 1.ª ed., 1974; 2.ª ed., 1976; 3.ª ed., 1980; 4.ª ed., 1986; 5.ª ed.,1988; 6.ª ed., 1997. Editorial Astrea, 7.ª ed., 2002.
- Derecho de Familia, 3 tomos publicados. Editorial Depalma. 1.er tomo, 1974; 2E tomo, 1976; 3.er tomo, 1981.
- Vocación sucesoria; sus fuentes en la reforma del Código Civil. Editorial Depalma, 1978.
- Dirección de la obra Código Civil y leyes complementarias comentado, anotado y concordado. Editorial Astrea. 9 tomos publicados. 1.er tomo, 1978; 2E tomo, 1980; 3.er tomo, 1981; 4E tomo, 1982; 5E tomo, 1984; 6E tomo, 1986; 7º tomo, 1998; 8º tomo, 1999; 9º tomo, 2004.